# Eurytoma laricis
Eurytoma laricis är en stekelart som beskrevs av Kôji Yano 1918. Eurytoma laricis ingår i släktet Eurytoma och familjen kragglanssteklar. Inga underarter finns listade i Catalogue of Life.